# 富小路敬直
富小路 敬直（とみのこうじ ひろなお、1842年6月20日（天保13年5月12日） - 1892年（明治25年）10月28日）は、日本の公家、華族。落飾していた時期の法名は敲雲。

## 経歴
嘉永元年12月24日（1849年）、7歳で孝明天皇の御児として側仕えをはじめた。公武合体派の公家の一人であり、文久元年（1861年）和宮親子内親王の降嫁に従って江戸に下向している。このため岩倉具視、久我建通、千種有文、女官の今城重子、堀川紀子らとともに四奸二嬪の一人として攘夷過激派の公家から糾弾を受け、文久2年（1862年）に蟄居、落飾、さらに謹慎処分に追い込まれた。慶応3年12月8日（1868年1月3日）の王政復古の大号令の際に、他の四奸二嬪とともに赦免され、還俗することとなった。
明治維新後には教導職の宣教権博士や侍従を務めた。明治12年（1879年）には明治天皇の勅使として琉球藩に向かい、藩王尚泰に対して上京を促す宮内卿徳大寺実則の書簡を渡している。明治17年（1884年）に子爵に叙せられた。

## 栄典
- 明治17年（1884年）
  - 3月22日 - 侍従[7]
  - 7月8日 - 子爵[8]
- 明治20年（1887年）12月26日 - 従三位[9]
- 明治25年（1892年）10月28日 - 正三位[10]、勲四等瑞宝章[11]